# Campionats regionals grecs de futbol
Abans de la disputa del Campionat grec de futbol es disputaren els campionats regionals, organitzats per les diverses federacions regionals. Els més importants foren els d'Atenes, El Pireu i Macedònia.
L'any 1923 es disputà un play-off entre els campions de l'EPSAP i l'EPSM per decidir el campió nacional on Piraikos Sindesmos derrotà 3 a 1 a AS Aris. A partir de 1927 aquests campionats tingueren continuïtat en l'anomenat Campionat grec de futbol.

## Historial[1][2]

### Campionat de la EPSAP (Enosi Podosferikon Somation Athinon Pireos, aAtenesiEl Pireu)
- 1921 - Panellinios Podosferikos kai Agonistikos Omilos
- 1922 - Panellinios Podosferikos kai Agonistikos Omilos
- 1923 - Piraikos Sindesmos
- 1924 - Athlikos Podosferikos Somation Pireas

### Campionat de la EPSA (Enosi Podosferikon Somation Athinon, aAtenes)
- 1924 - Apollonas Athinai
- 1925 - Panathinaikos AO
- 1926 - Panathinaikos AO
- 1927 - Panathinaikos AO
- 1928 - Atromitos Peristeri
- 1929 - Panathinaikos AO
- 1930 - Panathinaikos AO
- 1931 - Panathinaikos AO
- 1932 - FC Goudi (el campionat tingué estatus de segona divisió)
- 1933 - FC Goudi (el campionat tingué estatus de segona divisió)
- 1934 - Panathinaikos AO
- 1935 - no es disputà, els clubs participaren directament en campionats interregionals
- 1936 - no es disputà, els clubs participaren directament en campionats interregionals
- 1937 - Panathinaikos AO
- 1938 - Apollonas Athinai
- 1939 - Panathinaikos AO
- 1940 - AEK Athinai
- 1941-1945 - no es disputà per la Segona Guerra Mundial
- 1946 - AEK Athinai
- 1947 - AEK Athinai
- 1948 - Apollonas Athinai
- 1949 - Panathinaikos AO
- 1950 - AEK Athinai
- 1951 - Panionios Gimnastikos Sillogos Smirnis
- 1952 - Panathinaikos AO
- 1953 - Panathinaikos AO
- 1954 - Panathinaikos AO
- 1955 - Panathinaikos AO
- 1956 - Panathinaikos AO
- 1957 - Panathinaikos AO
- 1958 - Apollonas Athinai
- 1959 - Panathinaikos AO

### Campionat de la EPSP (Enosi Podosferikon Somation Pireos, aEl Pireu)
- 1925 - Olympiakos SFP
- 1926 - Olympiakos SFP
- 1927 - Olympiakos SFP
- 1928 - Ethnikos AO
- 1929 - Ethnikos AO i Olympiakos SFP (compartit)
- 1930 - Olympiakos SFP
- 1931 - Olympiakos SFP
- 1932 - Amina Pireas (el campionat tingué estatus de segona divisió)
- 1933 - no es disputà, els clubs participaren directament en campionats interregionals
- 1934 - Olympiakos SFP
- 1935 - no es disputà, els clubs participaren directament en campionats interregionals
- 1936 - no es disputà, els clubs participaren directament en campionats interregionals
- 1937 - Olympiakos SFP
- 1938 - Olympiakos SFP
- 1939 - Ethnikos AO
- 1940 - Olympiakos SFP
- 1941-1945 - no es disputà per la Segona Guerra Mundial
- 1946 - Olympiakos SFP
- 1947 - Olympiakos SFP
- 1948 - Olympiakos SFP
- 1949 - Olympiakos SFP
- 1950 - Olympiakos SFP
- 1951 - Olympiakos SFP
- 1952 - Olympiakos SFP
- 1953 - Olympiakos SFP
- 1954 - Olympiakos SFP
- 1955 - Olympiakos SFP
- 1956 - Olympiakos SFP
- 1957 - Olympiakos SFP
- 1958 - Olympiakos SFP
- 1959 - Olympiakos SFP

### Campionat de la EPSM (Enosi Podosferikon Somation Makedonikos, aSalònica)
- 1923 - AS Aris
- 1924 - AS Aris
- 1925 - no es disputà
- 1926 - AS Aris
- 1927 - GS Iraklis
- 1928 - AS Aris
- 1929 - AS Aris
- 1930 - AS Aris
- 1931 - AS Aris
- 1932 - Megas Alexandros (el campionat tingué estatus de segona divisió)
- 1933 - no es disputà, els clubs participaren directament en campionats interregionals
- 1934 - AS Aris
- 1935 - no es disputà, els clubs participaren directament en campionats interregionals
- 1936 - no es disputà, els clubs participaren directament en campionats interregionals
- 1937 - PAOK Thessaloniki
- 1938 - AS Aris
- 1939 - GS Iraklis
- 1940 - GS Iraklis
- 1941-1945 - no es disputà per la Segona Guerra Mundial
- 1946 - AS Aris
- 1947 - Makedonikos Neas Efkarpias
- 1948 - PAOK Thessaloniki
- 1949 - AS Aris
- 1950 - PAOK Thessaloniki
- 1951 - GS Iraklis
- 1952 - GS Iraklis
- 1953 - AS Aris
- 1954 - PAOK Thessaloniki
- 1955 - PAOK Thessaloniki
- 1956 - PAOK Thessaloniki
- 1957 - PAOK Thessaloniki
- 1958 - Apollonas Kalamarias
- 1959 - AS Aris